# Ẋ
La Ẋ ( minúscula : ẋ ) es una letra del alfabeto latino, formada a partir de una X con la adición de un punto.

## Usó

### Checheno
La Ẋ está presente en el alfabeto latino del idioma checheno, creado en la década de 1990. El equivalente cirílico es Хь, que representa la fricativa epiglotal sorda /ʜ/.

## Codificación
| Carácter      | Ẋ                                     | Ẋ                                     | ẋ                                   | ẋ                                   |
| ------------- | ------------------------------------- | ------------------------------------- | ----------------------------------- | ----------------------------------- |
| Unicode       | LATIN CAPITAL LETTER X WITH DOT ABOVE | LATIN CAPITAL LETTER X WITH DOT ABOVE | LATIN SMALL LETTER X WITH DOT ABOVE | LATIN SMALL LETTER X WITH DOT ABOVE |
| Codificación  | decimal                               | hex                                   | decimal                             | hex                                 |
| Unicode       | 7818                                  | U+1E8A                                | 7819                                | U+1E8B                              |
| UTF-8         | 225 186 138                           | E1 BA 8A                              | 225 186 139                         | E1 BA 8B                            |
| Ref. numérica | &#7818;                               | &#x1E8A;                              | &#7819;                             | &#x1E8B;                            |